# Cerotainia minima
Cerotainia minima är en tvåvingeart som beskrevs av Charles Howard Curran 1930. Cerotainia minima ingår i släktet Cerotainia och familjen rovflugor. Inga underarter finns listade i Catalogue of Life.